# Alsókalocsa
Alsókalocsa (ukránul: Колочава [Kolocsava], szlovákul: Kolčava) falu Ukrajnában, Kárpátalján, a Huszti járásban.

## Fekvése
Ökörmezőtől 20 km-re délkeletre a Kalocsa-patak és a Talabor folyó összefolyásánál fekszik. Tanyaszerű településrészekből tevődik össze, melyek központja a Láz nevű tanya lett.

## Története
1365-ben említik először. 1526-tól a huszti vár birtoka. 1600-ban, 1648-ban és 1700-ban járványok pusztították. 1657-ben a lengyelek dúlták fel. Lakói részt vettek a Rákóczi-szabadságharcban. Az 5800 lakosú település görögkatolikus fatemploma a 17. században épült a Szentlélek tiszteletére. 1789-ben éhínség pusztította.
1910-ben 2979 lakosából 2658 ruszin és 255 német volt. A trianoni békeszerződésig Máramaros vármegye Ökörmezői járásához tartozott.
2020-ig Rókarét tartozott hozzá.

## Nevezetességek
- A Szentlélek tiszteletére emelt görögkatolikus fatemploma 1795-ben épült. Jellemzője a megkettőzött tetőzet és a tornác-sor, háromrészes harangtorony tartozik hozzá. A szovjet időszakban az ateizmus múzeuma volt, napjainkban múzeumként működik.
- Suhaj betyár sírja – A zsidó vándorkereskedőket és csendőröket meggyilkoló, majd 1921-ben megölt Mikola Suhaj betyár sírja a régi temetőben található.
- Sztare szelo – A verhovinai építészetet és életmódot bemutató skanzen. A jellegzetes kárpátaljai faépületek mellett egy egykori magyar csendőrőrs is megtekinthető.
- Keskeny nyomtávú vasúti múzeum - Ukrajna egyetlen keskeny nyomtávú vasutat bemutató múzeuma a Sztare szelo skanzen területén. A kiállított járművek többsége az 1950-es évektől az 1970-es évekig az Alsókalocsai Keskeny Nyomtávolságú Vasútnál működött.
- Ivan Olbracht-múzeum
- Árpád-vonal múzeum – A Talabor partján, Alsókalocsa déli részén az Árpád-vonal fennmaradt betonfedezékeiben berendezett kiállítás, mely a völgyzárakban alkalmazott egyes műszaki akadályokat is bemutatnak.
- Stajer-bunker – A második világháború után a szovjet rendszer ellen harcoló és az UPA-val együttműködő alsókalocsai ellenálló föld alatti álcázott fedezéke, mely az Alsókalocsa feletti hegyekben található.
- Régi iskola – Az egykori Magyar királyi állami népiskola épületében kialakított magánmúzeum, melyben az 1950-es évektől az 1980-as évekig mutatja be az alsókalocsai szovjet oktatás emlékeit.
- Cseh iskola – A régi iskola melletti épületben kialakított kiállítóhely, melyben az 1920–as, 1930–as évek alsókalocsai csehszlovák oktatását mutatják be. Az épület eredetileg nem iskola volt.

## Képek

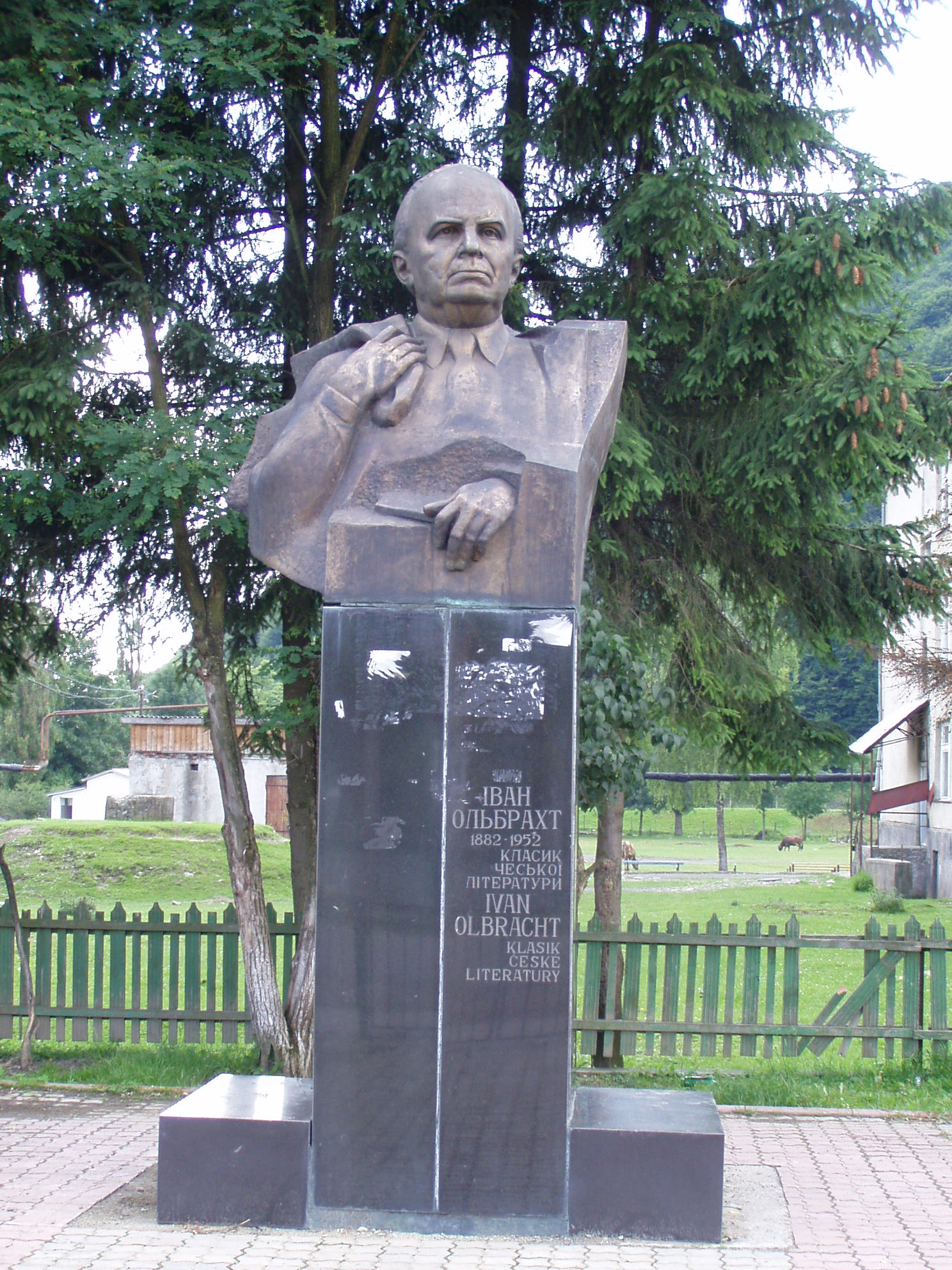
Ivan Olbracht szobra
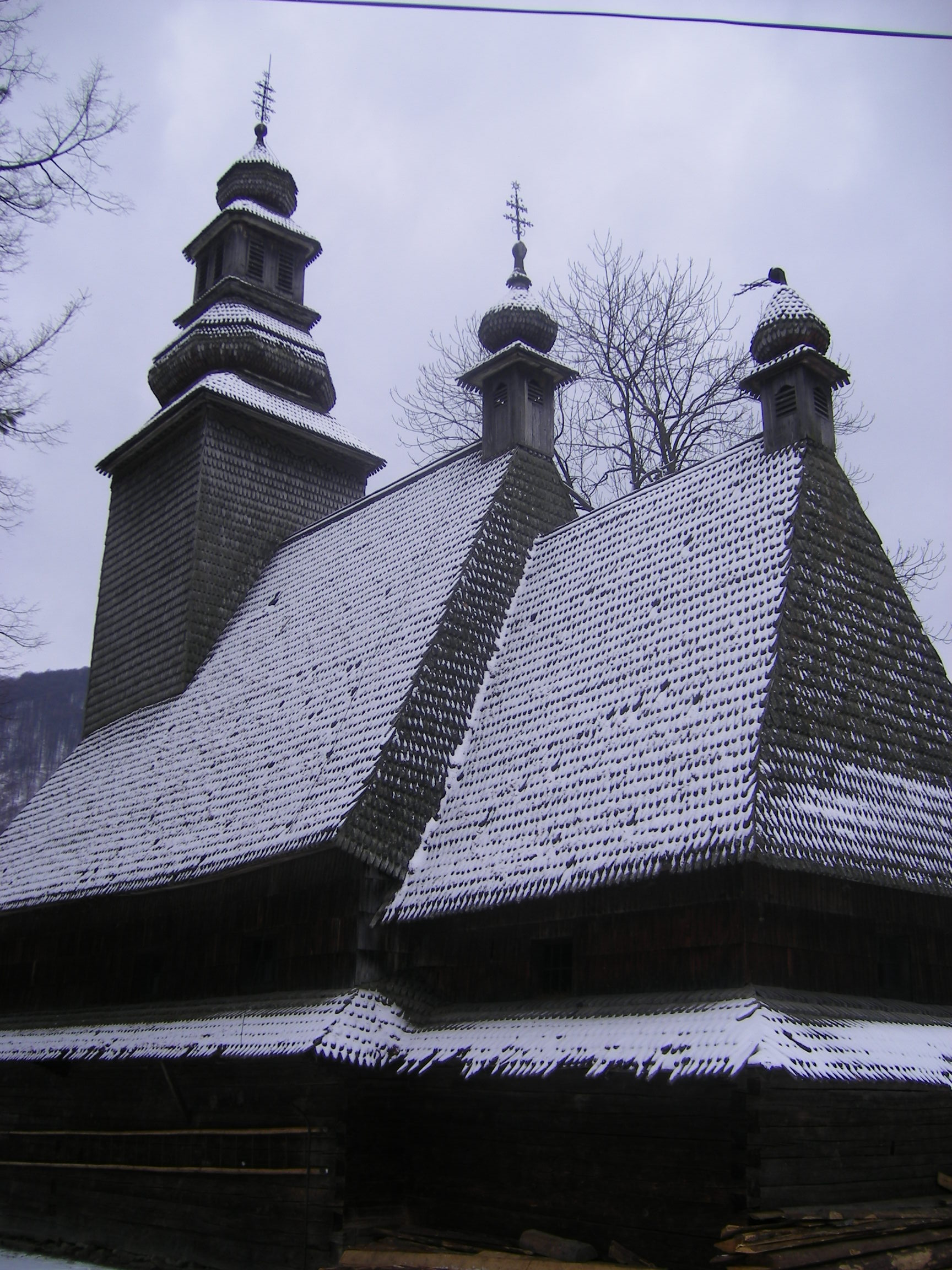
A görögkatolikus fatemplom